# Narodna Torhiwla

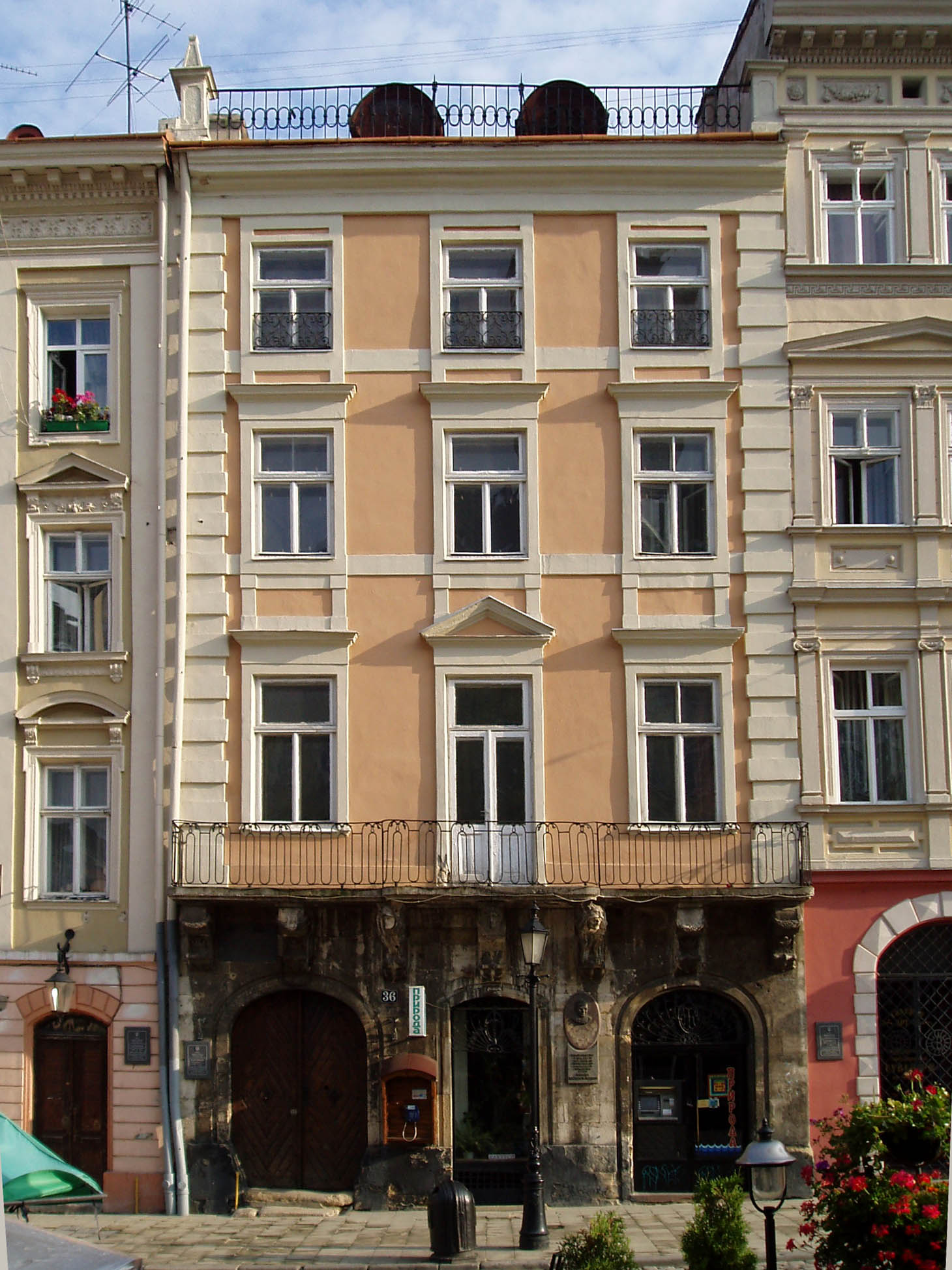
Siedziba Narodnoj Torhowli, Rynek we Lwowie nr 36

Narodna Torhiwla – ukraińska spółdzielnia spożywcza, założona we Lwowie w 1883 z inicjatywy Wasyla Nahirnego i Apołłona Nyczaja.
Ideą powstania spółdzielni były zakupy towaru z pierwszej ręki, oraz nauczanie społeczeństwa ukraińskiego zasad nowoczesnego handlu. Organizowała ona w miastach własne składy i hurtownie. W 1914 miała 19 własnych składów, w jej skład wchodziło 1244 członków, w tym 93 spółdzielnie, współpracowało z nią 831 sklepów.
Po I wojnie światowej spółdzielczość spożywcza została wydzielona z ogólnej, którą zajmował się Centrosojuz. Od 1926 Narodna Torhiwla stała się fachową centralą spożywczej spółdzielczości, zajmującą się sprzedażą towarów kolonialnych, oraz prowadzącą sprzedaż produktów ukraińskiej spółdzielczości i prywatnych wytwórców.
W II Rzeczypospolitej działaczami spółdzielni Narodna Torhiwla byli: Mykoła Zajaczkiwskyj, Mychajło Łazorko, O. Barylak, Julijan Pawłykowśkyj.
Po agresji ZSRR na Polskę, okupacji Lwowa przez Armię Czerwoną i aneksji przez ZSRR, majątek spółdzielni został w grudniu 1939 wywłaszczony przez władze sowieckie, a sieć placówek włączona do państwowego systemu handlu.